# Armstrong Siddeley Mongoose
Armstrong Siddeley Mongoose byl hvězdicový vzduchem chlazený letecký pětiválec. Tento motor, vyvinutý firmou Armstrong Siddeley Motors Ltd., byl zaveden do výroby roku 1926.
Motory Mongoose poháněly kupř. letouny Avro 504N, Avro 504R, Avro 621 Tutor, Hawker Tomtit či Parnall Peto.

## Technická data
- Typ: čtyřdobý zážehový vzduchem chlazený hvězdicový letecký pětiválec s atmosférickým plněním, s přímým náhonem na levotočivou tažnou vrtuli

### Armstrong Siddeley Mongoose I
- Vrtání válce: 5,00 in (127 mm)
- Zdvih pístu: 5,50 in (139,7 mm)
- Celková plocha pístů: 633 cm²
- Zdvihový objem motoru: 540 cu.in. (8848 cm³)
- Kompresní poměr: 5,0
- Průměr motoru: 1158 mm
- Délka motoru: 930 mm
- Rozvod: OHV (řízený vačkovým kotoučem), dvouventilový (s jedním sacím a jedním výfukovým ventilem na válec)
- Mazání: tlakové, se suchou klikovou skříní
- Předepsané palivo: neetylizovaný benzín min. o.č. 74
- Hmotnost suchého motoru (tj. bez provozních náplní): 154,2 kg
- Výkony:
  - vzletový: 125 hp (93 kW) při 1620 ot/min

### Armstrong Siddeley Mongoose IIIA
- Vrtání válce: 5,00 in (127 mm)
- Zdvih pístu: 5,50 in (139,7 mm)
- Celková plocha pístů: 633 cm²
- Zdvihový objem motoru: 540 cu.in. (8848 cm³)
- Kompresní poměr: 5,0
- Průměr motoru: 1158 mm
- Délka motoru: 906 mm
- Rozvod: OHV (řízený vačkovým kotoučem), dvouventilový (s jedním sacím a jedním výfukovým ventilem na válec)
- Mazání: tlakové, se suchou klikovou skříní
- Předepsané palivo: neetylizovaný benzín min. o.č. 74
- Hmotnost suchého motoru: 163,3 kg
- Výkony:
  - vzletový: 150 hp (112 kW) při 1850 ot/min
  - maximální: 165 hp (123 kW) při 2035 ot/min